# Doris Uhlich
Doris Uhlich, née en 1977 à Vöcklabruck en Haute-Autriche, est une artiste internationale, chorégraphe, interprète et professeure de danse autrichienne.

## Biographie
Doris Uhlich étudie la pédagogie pour la danse contemporaine au Conservatoire de Vienne. Elle développe ses propres projets depuis 2006
Dans ses performances chorégraphiques elle questionne les normes corporelles et la beauté. Elle met en scène en particulier les contraintes qui pèsent sur les danseurs et danseuses, comme dans la performance Spitze de 2008 dans laquelle elle interroge les hiérarchies et la représentation du corps dans la danse classique, aux côtés de deux danseurs professionnels à la retraite. En 2017 elle obtient avec Michael Turinsky le Prix Nestroy pour la performance Rave Machine, pour leur vision inclusive et égalitaire. Dans cette performance Doris Uhlich danse avec son partenaire qui est en chaise roulante.
Elle se met régulièrement en scène dans ses performances. Depuis 2009 avec la performance Mehr als genug (analysée dans la thèse de Andrea Imler Über das transgressive Moment in der weiblichen Performance, 2012), elle explore avec constance la question de la nudité, comme en 2019 dans sa performance solo TANK ou dans la série de performances Habitat (à partir de 2019).
La série de performances Habitat est représentative du travail de Doris Uhlich à plus d'un titre : les ensembles sont des groupes éphémères constituées de danseurs et danseuses professionnelles ou non-professionnelles, avec une grande diversité des corps en scène, des tailles de groupe (variant de 12 à 120 personnes) ou des lieux (l'église dominicaine de Krems, à Vienne la façade de la Sécession viennoise et la Halle E du MuseumsQuartier, à Munich, à Francfort). Elle en a fait une version spéciale afin de tenir compte des consignes sanitaires liées à la pandémie de Covid-19 (notamment port du masque et distanciation), baptisée Habitat/Pandemic version.
Dans la performance Gootopia une dizaine de danseurs et danseuses, nues sur scène, explorent et manipulent joyeusement une matière baveuse, y plongent, s'en couvrent et défilent comme sur un podium. Doris Uhlich analyse ici notre rapport à cette substance intime, à l'humidité. Cette interrogation a pour origine la pandémie de Covid-19, qui a donné à notre salive un caractère éminemment menaçant en tant que vecteur du virus,.

## Œuvres
Performances
- 2006 : insert.eins / escapade
- 2007 : 00331452553201
- 2007 : und
- 2007 : Impatiens walleriana
- 2008 : SPITZE
- 2009 : Loggia
- 2009: Glanz
- 2009 : Johannen
- 2009 : mehr als genug
- 2009 : Rising swan
- 2011 : Uhlich
- 2011 : Sneak premiere
- 2012 : Come Back
- 2013 : more than naked
- 2014 : Universal Dancer
- 2016 : Boom Bodies
- 2016 : more than naked
- 2016 : Ravemachine
- 2017 : Habitat / Église dominicaine de Krems
- 2017 : Habitat / Sécession viennoise
- 2018 : Every Body Electric
- 2019 : TANK
- 2019 : Unkraut
- 2019 : Habitat / Halle E
- 2020 : stuck
- 2020 : Habitat / Halle E (version pandémie)
- 2020 : Habitat / Munich (version pandémie)
- 2020 : Habitat / Francfort (version pandémie)
- 2021 : Gootopia

## Distinctions
- Prix de la danse, Ministère Fédéral de l’Éducation, des Arts et de la Culture, pour SPITZE 2008[1]
- Prix spécial pour la démarche inclusive et égalitaire, Prix Nestroy, obtenu avec  Michael Turinsky pour la performance Rave Machine, 2017[10]
- Prix du public pour Every Body Electric, Our Stage Festival, Staatsschauspiel Dresden, 2019[11]